# Ludhiana
Ludhiana er en by i delstaten Punjab i det nordlvestlige Indien. Den ligger 107 kilometer vest for delstatens hovedstad, Chandigarh. Byen har 1.618.879(2011) indbyggere. Ghaziabad er hovedby i distriktet Ghaziabad.